# Hexatoma
Hexatoma är ett släkte av tvåvingar som beskrevs av Pierre André Latreille 1809. Hexatoma ingår i familjen småharkrankar.

## Bildgalleri

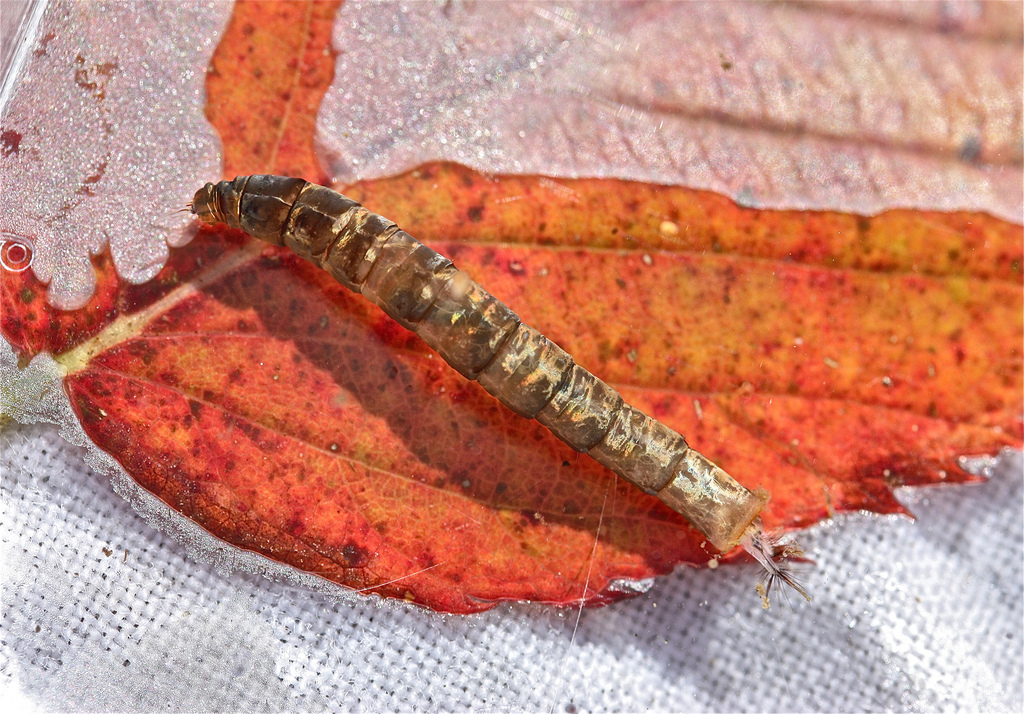

## Dottertaxa tillHexatoma, i alfabetisk ordning[1][2]
- Hexatoma abdominalis
- Hexatoma absona
- Hexatoma acrostacta
- Hexatoma acunai
- Hexatoma aegle
- Hexatoma aequinigra
- Hexatoma aetherea
- Hexatoma aglaia
- Hexatoma agni
- Hexatoma aitkeni
- Hexatoma albifrons
- Hexatoma albihirta
- Hexatoma albiprivata
- Hexatoma albipunctata
- Hexatoma albitarsis
- Hexatoma alboguttata
- Hexatoma albomedia
- Hexatoma albonotata
- Hexatoma albovittata
- Hexatoma amazonicola
- Hexatoma ambrosia
- Hexatoma anamalaiana
- Hexatoma andicola
- Hexatoma angustatra
- Hexatoma angustipennis
- Hexatoma angustissima
- Hexatoma antennata
- Hexatoma aperta
- Hexatoma apoensis
- Hexatoma arcuaria
- Hexatoma arcuata
- Hexatoma argentina
- Hexatoma argyrocephala
- Hexatoma arrogans
- Hexatoma artifex
- Hexatoma assamensis
- Hexatoma aterrima
- Hexatoma atra
- Hexatoma atricornis
- Hexatoma atripes
- Hexatoma atrisoma
- Hexatoma atroantica
- Hexatoma atrodorsalis
- Hexatoma atromarginata
- Hexatoma atrosignata
- Hexatoma aurantia
- Hexatoma aurantionota
- Hexatoma aurantivertex
- Hexatoma aurata
- Hexatoma austera
- Hexatoma australiensis
- Hexatoma azrael
- Hexatoma azurea
- Hexatoma badia
- Hexatoma baluchistanica
- Hexatoma basilaris
- Hexatoma batesi
- Hexatoma bazini
- Hexatoma beameri
- Hexatoma beebeana
- Hexatoma beieri
- Hexatoma bengalensis
- Hexatoma bequaertiana
- Hexatoma bevisi
- Hexatoma bicolor
- Hexatoma bifascipennis
- Hexatoma bifenestrata
- Hexatoma biflava
- Hexatoma biflavocincta
- Hexatoma bifurcata
- Hexatoma biguttipennis
- Hexatoma bituberculata
- Hexatoma boettcheri
- Hexatoma borneana
- Hexatoma brachycera
- Hexatoma braconides
- Hexatoma brevifurca
- Hexatoma brevioricornis
- Hexatoma brevipila
- Hexatoma brevistigma
- Hexatoma breviuscula
- Hexatoma bruneri
- Hexatoma brunettii
- Hexatoma brunneipes
- Hexatoma cabralensis
- Hexatoma caesarea
- Hexatoma caesia
- Hexatoma californica
- Hexatoma caliginosa
- Hexatoma caminaria
- Hexatoma candidipes
- Hexatoma canescens
- Hexatoma caninota
- Hexatoma cantonensis
- Hexatoma capensis
- Hexatoma captiosa
- Hexatoma carbonipes
- Hexatoma carinivertex
- Hexatoma carrerai
- Hexatoma celebesiana
- Hexatoma celestia
- Hexatoma celestissima
- Hexatoma cerberus
- Hexatoma ceroxantha
- Hexatoma chalybeicincta
- Hexatoma chalybeiventris
- Hexatoma chaseni
- Hexatoma chirothecata
- Hexatoma chrysomela
- Hexatoma chrysoptera
- Hexatoma chrysopteroides
- Hexatoma cimicoides
- Hexatoma cincta
- Hexatoma cinerea
- Hexatoma cinereicauda
- Hexatoma cinereithorax
- Hexatoma cingulata
- Hexatoma cisatlantica
- Hexatoma citrina
- Hexatoma cleopatra
- Hexatoma coheri
- Hexatoma columbiana
- Hexatoma combinata
- Hexatoma commoda
- Hexatoma commutabilis
- Hexatoma conjuncta
- Hexatoma constricta
- Hexatoma coomani
- Hexatoma cornigera
- Hexatoma coroicoensis
- Hexatoma cramptoni
- Hexatoma crassipes
- Hexatoma crystalloptera
- Hexatoma ctenophoroides
- Hexatoma cubensis
- Hexatoma cybele
- Hexatoma davidi
- Hexatoma dayana
- Hexatoma decorata
- Hexatoma decurvata
- Hexatoma denotata
- Hexatoma dharma
- Hexatoma diana
- Hexatoma dichroa
- Hexatoma diengensis
- Hexatoma dignitosa
- Hexatoma dileuca
- Hexatoma diploneura
- Hexatoma disjuncta
- Hexatoma disparilis
- Hexatoma domingensis
- Hexatoma dorothea
- Hexatoma ducalis
- Hexatoma dysantes
- Hexatoma elevata
- Hexatoma elongatissima
- Hexatoma enavata
- Hexatoma eos
- Hexatoma eriophora
- Hexatoma erythraea
- Hexatoma esmeralda
- Hexatoma euryxantha
- Hexatoma evanescens
- Hexatoma exquisita
- Hexatoma farriana
- Hexatoma fasciata
- Hexatoma fenestrata
- Hexatoma ferax
- Hexatoma ferruginea
- Hexatoma ferruginosa
- Hexatoma flammeinota
- Hexatoma flammeipennis
- Hexatoma flaviceps
- Hexatoma flavicosta
- Hexatoma flavida
- Hexatoma flavidibasis
- Hexatoma flavimarginata
- Hexatoma flavipes
- Hexatoma flavitarsis
- Hexatoma flavocincta
- Hexatoma flavohirta
- Hexatoma fracida
- Hexatoma fuliginosa
- Hexatoma fultonensis
- Hexatoma fulvibasis
- Hexatoma fulvithorax
- Hexatoma fulvoapicalis
- Hexatoma fulvomedia
- Hexatoma fumidipennis
- Hexatoma furtiva
- Hexatoma fusca
- Hexatoma fuscinervis
- Hexatoma fuscipennis
- Hexatoma gaedii
- Hexatoma gamma
- Hexatoma gaspensis
- Hexatoma geminata
- Hexatoma gibbosa
- Hexatoma gifuensis
- Hexatoma glabricornis
- Hexatoma glabrivittata
- Hexatoma globiceps
- Hexatoma glomerosa
- Hexatoma gnava
- Hexatoma gomesiana
- Hexatoma goyazensis
- Hexatoma gracilis
- Hexatoma grahami
- Hexatoma gravelyi
- Hexatoma greenii
- Hexatoma gressittiana
- Hexatoma grisea
- Hexatoma griseicollis
- Hexatoma haemorrhoa
- Hexatoma haiasana
- Hexatoma halteralis
- Hexatoma hargreavesi
- Hexatoma hartmani
- Hexatoma helophila
- Hexatoma hemicera
- Hexatoma hendersoni
- Hexatoma hilpa
- Hexatoma hilpoides
- Hexatoma hirtithorax
- Hexatoma hoffmanni
- Hexatoma homochroa
- Hexatoma humberti
- Hexatoma humilis
- Hexatoma ignobilis
- Hexatoma imperator
- Hexatoma indecora
- Hexatoma indra
- Hexatoma infixa
- Hexatoma insidiosa
- Hexatoma interlineata
- Hexatoma intermedia
- Hexatoma interstitialis
- Hexatoma intrita
- Hexatoma iriomotensis
- Hexatoma ishigakiensis
- Hexatoma issikii
- Hexatoma jacobsoni
- Hexatoma japonica
- Hexatoma javensis
- Hexatoma jocularis
- Hexatoma jozana
- Hexatoma juliana
- Hexatoma jurata
- Hexatoma juxta
- Hexatoma kaieturensis
- Hexatoma kala
- Hexatoma kamiyai
- Hexatoma kariyai
- Hexatoma karma
- Hexatoma karnyi
- Hexatoma kelloggi
- Hexatoma kempi
- Hexatoma khasiensis
- Hexatoma kiangsiana
- Hexatoma kiangsuana
- Hexatoma kinnara
- Hexatoma klapperichiana
- Hexatoma klossi
- Hexatoma kolthoffi
- Hexatoma laddeyi
- Hexatoma laetipes
- Hexatoma lambertoni
- Hexatoma lamonganensis
- Hexatoma lanigera
- Hexatoma larutensis
- Hexatoma laticostata
- Hexatoma latigrisea
- Hexatoma latissima
- Hexatoma lativentris
- Hexatoma leonensis
- Hexatoma lessepsi
- Hexatoma leucotela
- Hexatoma licens
- Hexatoma longeantennata
- Hexatoma longicornis
- Hexatoma longifurca
- Hexatoma longipennis
- Hexatoma longipes
- Hexatoma longiradius
- Hexatoma longisector
- Hexatoma longistyla
- Hexatoma lopesi
- Hexatoma lunata
- Hexatoma lunigera
- Hexatoma luteicolor
- Hexatoma luteicostalis
- Hexatoma luteipennis
- Hexatoma luteitarsis
- Hexatoma luxuriosa
- Hexatoma lygropis
- Hexatoma macquarti
- Hexatoma macrocera
- Hexatoma madagascariensis
- Hexatoma madrasensis
- Hexatoma maesta
- Hexatoma magistra
- Hexatoma magnifica
- Hexatoma malangensis
- Hexatoma maldonadoi
- Hexatoma malevolens
- Hexatoma manabiana
- Hexatoma mansueta
- Hexatoma margaritae
- Hexatoma mariposa
- Hexatoma masakii
- Hexatoma mediocornis
- Hexatoma mediofila
- Hexatoma megacera
- Hexatoma melanacra
- Hexatoma melanolitha
- Hexatoma melanonota
- Hexatoma meleagris
- Hexatoma melina
- Hexatoma memnon
- Hexatoma mesopyrrha
- Hexatoma mesoxantha
- Hexatoma metallica
- Hexatoma microcera
- Hexatoma microstoma
- Hexatoma mikirensis
- Hexatoma mindanaoensis
- Hexatoma minensis
- Hexatoma miranda
- Hexatoma mitra
- Hexatoma monoleuca
- Hexatoma monroviae
- Hexatoma moriokana
- Hexatoma morosa
- Hexatoma morula
- Hexatoma muiri
- Hexatoma multicolor
- Hexatoma multiguttula
- Hexatoma murudensis
- Hexatoma mutica
- Hexatoma myrtea
- Hexatoma neognava
- Hexatoma neopaenulata
- Hexatoma neosaga
- Hexatoma nepalensis
- Hexatoma nigerrima
- Hexatoma nigra
- Hexatoma nigricans
- Hexatoma nigrina
- Hexatoma nigripennis
- Hexatoma nigrivertex
- Hexatoma nigroantica
- Hexatoma nigrochalybea
- Hexatoma nigrocoxata
- Hexatoma nigronotata
- Hexatoma nigrotrochanterata
- Hexatoma nimbipennis
- Hexatoma nipponensis
- Hexatoma nitidiventris
- Hexatoma nitidula
- Hexatoma novella
- Hexatoma nubeculosa
- Hexatoma nudivena
- Hexatoma nyasicola
- Hexatoma obliqua
- Hexatoma obscura
- Hexatoma obscuripennis
- Hexatoma obsoleta
- Hexatoma ocellifera
- Hexatoma ochripleuris
- Hexatoma ogloblini
- Hexatoma ohausiana
- Hexatoma omanensis
- Hexatoma omeiana
- Hexatoma optabilis
- Hexatoma opulenta
- Hexatoma orbiculata
- Hexatoma ornata
- Hexatoma ornaticornis
- Hexatoma pachyrrhina
- Hexatoma pachyrrhinoides
- Hexatoma pacifica
- Hexatoma paenulata
- Hexatoma paenulatoides
- Hexatoma pallidipes
- Hexatoma palomarensis
- Hexatoma pannosa
- Hexatoma paragnava
- Hexatoma patens
- Hexatoma pauliani
- Hexatoma pendleburyi
- Hexatoma pennata
- Hexatoma perdecora
- Hexatoma perelongata
- Hexatoma perenensis
- Hexatoma perennis
- Hexatoma perexigua
- Hexatoma perfestiva
- Hexatoma perhirsuta
- Hexatoma perlaeta
- Hexatoma perlongata
- Hexatoma perlunata
- Hexatoma pernigrina
- Hexatoma perornata
- Hexatoma perproducta
- Hexatoma perpulchra
- Hexatoma perrara
- Hexatoma peruviana
- Hexatoma perversa
- Hexatoma pervia
- Hexatoma phaeton
- Hexatoma piatrix
- Hexatoma pieli
- Hexatoma pieliana
- Hexatoma platysoma
- Hexatoma plaumanni
- Hexatoma plecioides
- Hexatoma pleskei
- Hexatoma plumbeicolor
- Hexatoma plumbeinota
- Hexatoma plumbicincta
- Hexatoma plumbolutea
- Hexatoma plutonis
- Hexatoma politovertex
- Hexatoma posticata
- Hexatoma praelata
- Hexatoma preposita
- Hexatoma pretiosa
- Hexatoma prolixa
- Hexatoma prolixicornis
- Hexatoma propinquua
- Hexatoma pterotricha
- Hexatoma pulchripes
- Hexatoma pulchrithorax
- Hexatoma pullatipes
- Hexatoma punctigera
- Hexatoma purpurata
- Hexatoma pusilla
- Hexatoma pusilloides
- Hexatoma pyrrhochroma
- Hexatoma pyrrhomesa
- Hexatoma pyrrhopyga
- Hexatoma quadriatrata
- Hexatoma quadriaurantia
- Hexatoma rama
- Hexatoma regina
- Hexatoma retrograda
- Hexatoma reverentia
- Hexatoma robinsoni
- Hexatoma roraimella
- Hexatoma rossiana
- Hexatoma rubrescens
- Hexatoma rubriceps
- Hexatoma rubrinota
- Hexatoma rubrivertex
- Hexatoma rudra
- Hexatoma ruficauda
- Hexatoma ruficornis
- Hexatoma rufipennis
- Hexatoma rufiventris
- Hexatoma rufoantica
- Hexatoma rupununi
- Hexatoma sachalinensis
- Hexatoma saga
- Hexatoma salakensis
- Hexatoma sanctaemartae
- Hexatoma saturata
- Hexatoma sauteriana
- Hexatoma scalator
- Hexatoma schauseana
- Hexatoma schildeana
- Hexatoma schineri
- Hexatoma schmidiana
- Hexatoma schnusei
- Hexatoma sculleni
- Hexatoma sculleniana
- Hexatoma scutellata
- Hexatoma seimundi
- Hexatoma selene
- Hexatoma semilimpida
- Hexatoma semilunata
- Hexatoma semirufa
- Hexatoma serena
- Hexatoma serendib
- Hexatoma seticornis
- Hexatoma setifera
- Hexatoma setigera
- Hexatoma setivena
- Hexatoma setosivena
- Hexatoma shawanoensis
- Hexatoma shirakii
- Hexatoma simalurensis
- Hexatoma simplex
- Hexatoma sincera
- Hexatoma sinensis
- Hexatoma solor
- Hexatoma spatulata
- Hexatoma speciosa
- Hexatoma spinosa
- Hexatoma stackelbergi
- Hexatoma stolida
- Hexatoma stricklandi
- Hexatoma subaurantia
- Hexatoma subcandidipes
- Hexatoma suberecta
- Hexatoma subgracilis
- Hexatoma sublima
- Hexatoma sublunigera
- Hexatoma submorosa
- Hexatoma subnitens
- Hexatoma subocellata
- Hexatoma subpaenulata
- Hexatoma subpusilla
- Hexatoma subrectangularis
- Hexatoma subsaga
- Hexatoma substolida
- Hexatoma sumatrensis
- Hexatoma superba
- Hexatoma susainathani
- Hexatoma sycophanta
- Hexatoma tacita
- Hexatoma taenioptera
- Hexatoma tahanensis
- Hexatoma tenebrosa
- Hexatoma tenuis
- Hexatoma terebrella
- Hexatoma terebrina
- Hexatoma teresiae
- Hexatoma terryi
- Hexatoma testacea
- Hexatoma thaiensis
- Hexatoma thaiicola
- Hexatoma tholopa
- Hexatoma tibetana
- Hexatoma timorensis
- Hexatoma tinkhami
- Hexatoma toi
- Hexatoma tonkinensis
- Hexatoma townsendi
- Hexatoma toxopei
- Hexatoma tranquilla
- Hexatoma trialbosignata
- Hexatoma triangularis
- Hexatoma trichoneura
- Hexatoma tricolor
- Hexatoma trifasciata
- Hexatoma triflava
- Hexatoma trimaculata
- Hexatoma triphragma
- Hexatoma tripunctipennis
- Hexatoma tristis
- Hexatoma tuberculata
- Hexatoma tuberculifera
- Hexatoma tumidiscapa
- Hexatoma umbripennis
- Hexatoma unicolor
- Hexatoma uniflava
- Hexatoma unimaculata
- Hexatoma urania
- Hexatoma ussuriensis
- Hexatoma walayarensis
- Hexatoma vamana
- Hexatoma variegata
- Hexatoma weberi
- Hexatoma velveta
- Hexatoma venavitta
- Hexatoma verticalis
- Hexatoma vidua
- Hexatoma wiedemanni
- Hexatoma williamsoni
- Hexatoma willistoni
- Hexatoma villosa
- Hexatoma wilsonii
- Hexatoma virgulativentris
- Hexatoma viridivittata
- Hexatoma vittata
- Hexatoma vittinervis
- Hexatoma vittipennis
- Hexatoma vittula
- Hexatoma vulcan
- Hexatoma vulpes
- Hexatoma xanthopoda
- Hexatoma xanthopyga
- Hexatoma yerburyi
- Hexatoma zonata